# Oakleaf Plantation
Oakleaf Plantation es un lugar designado por el censo ubicado en el condado de Clay en el estado estadounidense de Florida. En el Censo de 2010 tenía una población de 20.315 habitantes y una densidad poblacional de 472,94 personas por km².

## Geografía
Oakleaf Plantation se encuentra ubicado en las coordenadas 30°10′15″N 81°50′8″O / 30.17083, -81.83556. Según la Oficina del Censo de los Estados Unidos, Oakleaf Plantation tiene una superficie total de 42.95 km², de la cual 42.93 km² corresponden a tierra firme y (0.07%) 0.03 km² es agua.

## Demografía
Según el censo de 2010, había 20.315 personas residiendo en Oakleaf Plantation. La densidad de población era de 472,94 hab./km². De los 20.315 habitantes, Oakleaf Plantation estaba compuesto por el 58.78% blancos, el 25.28% eran afroamericanos, el 0.32% eran amerindios, el 7.88% eran asiáticos, el 0.13% eran isleños del Pacífico, el 3.13% eran de otras razas y el 4.49% pertenecían a dos o más razas. Del total de la población el 12.98% eran hispanos o latinos de cualquier raza.